# 2000年代
| 千纪： | 2千纪                                                                                            |
| 世纪： | 19世纪 \| 20世纪 \| 21世纪                                                                       |
| 年代： | 1970年代 \| 1980年代 \| 1990年代 \| 2000年代 \| 2010年代 \| 2020年代 \| 2030年代                 |
| 年份： | 2000年 \| 2001年 \| 2002年 \| 2003年 \| 2004年 \| 2005年 \| 2006年 \| 2007年 \| 2008年 \| 2009年 |

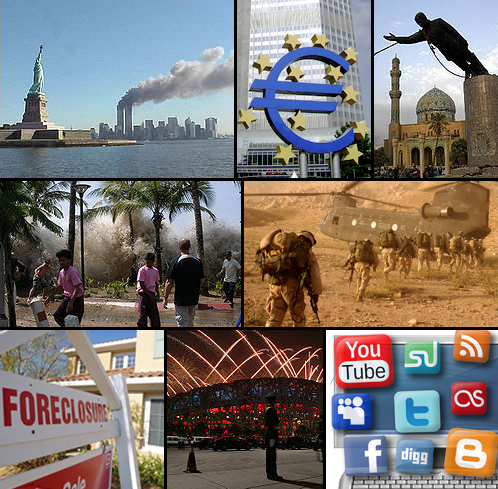
2000年代大事，由左上至右下依序為911事件、歐元的推行、伊拉克戰爭、南亞大海嘯、美國在阿富汗的軍事行動、金融海嘯、北京奧運、網際網路崛起

2000年代是從2000年1月1日開始，於2009年12月31日結束的年代。嚴格地說，2000年代并不属于21世纪，因为2000年代的第一个年份2000年属于20世纪。但普遍市民視2000年為跨世紀的，踏進21世紀的一年。
2000年代其间全球经历了诸多气候极端事件，包括美国的卡特里娜颶風，在欧洲和俄罗斯出现的热浪，亚马孙平原、澳大利亚和东非的干旱等，所有极端事件共导致37万人死亡 。

## 大事記

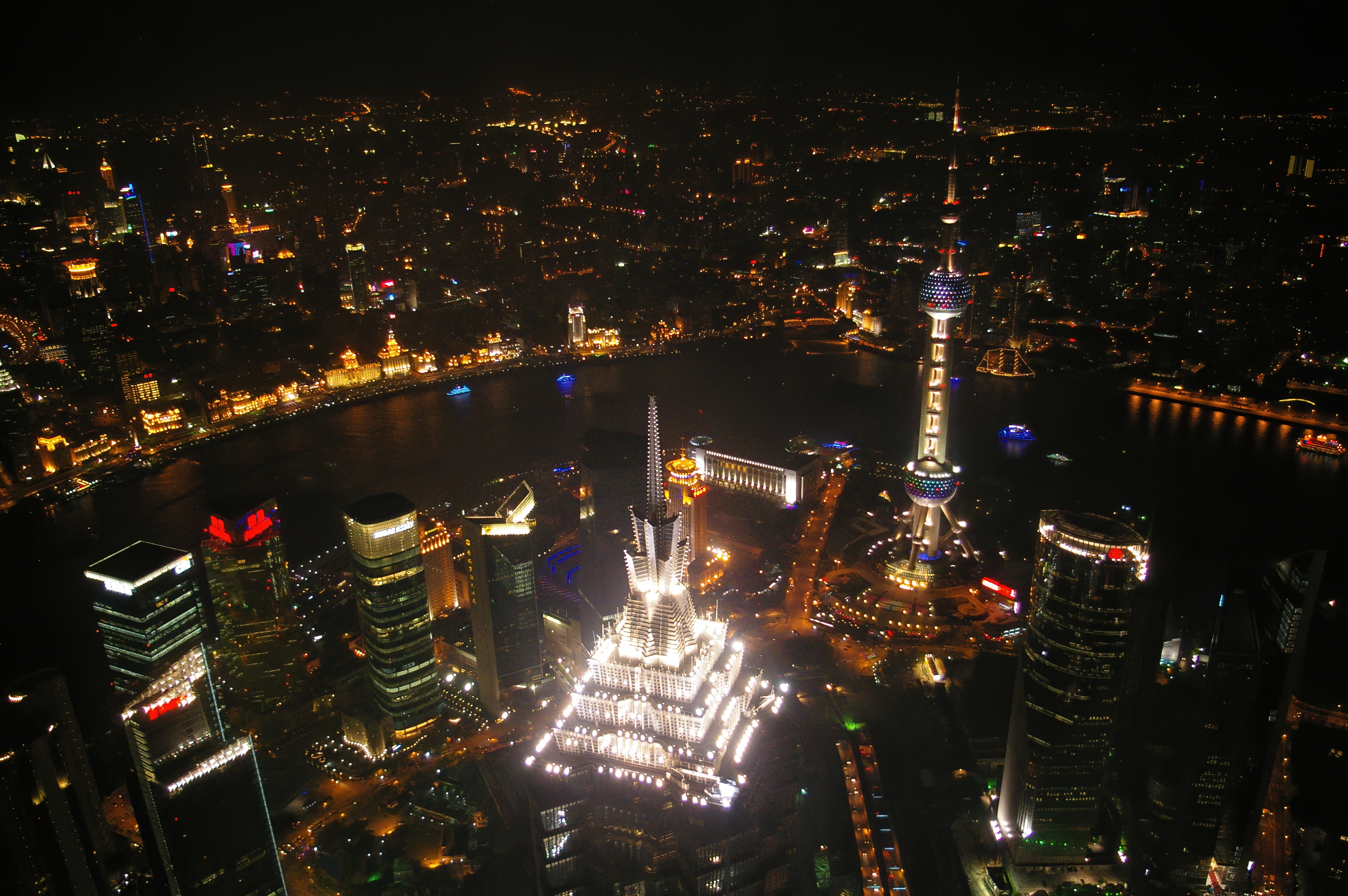
改革開放20年後中國經濟崛起成為第二大經濟體

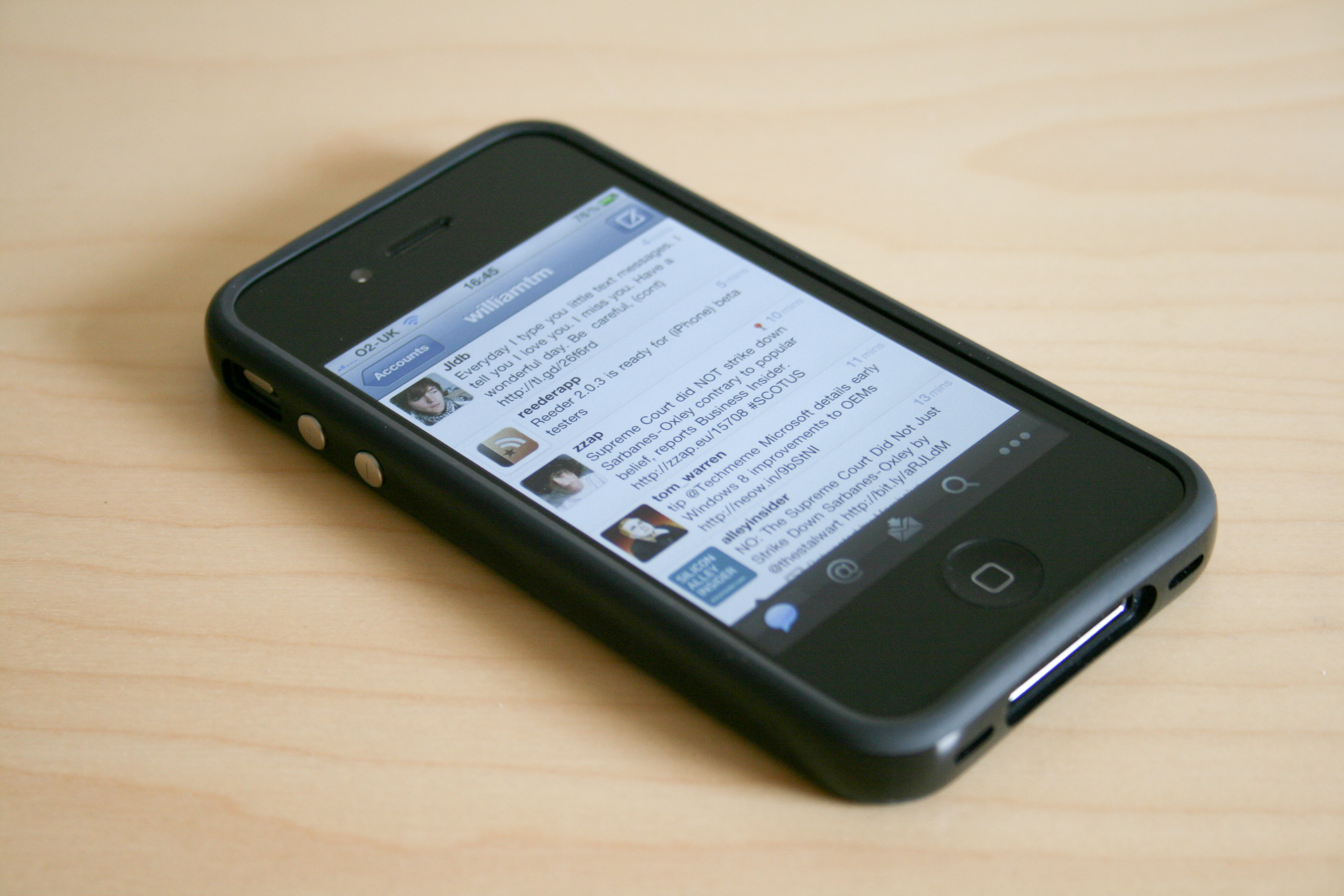
智慧型手機興起

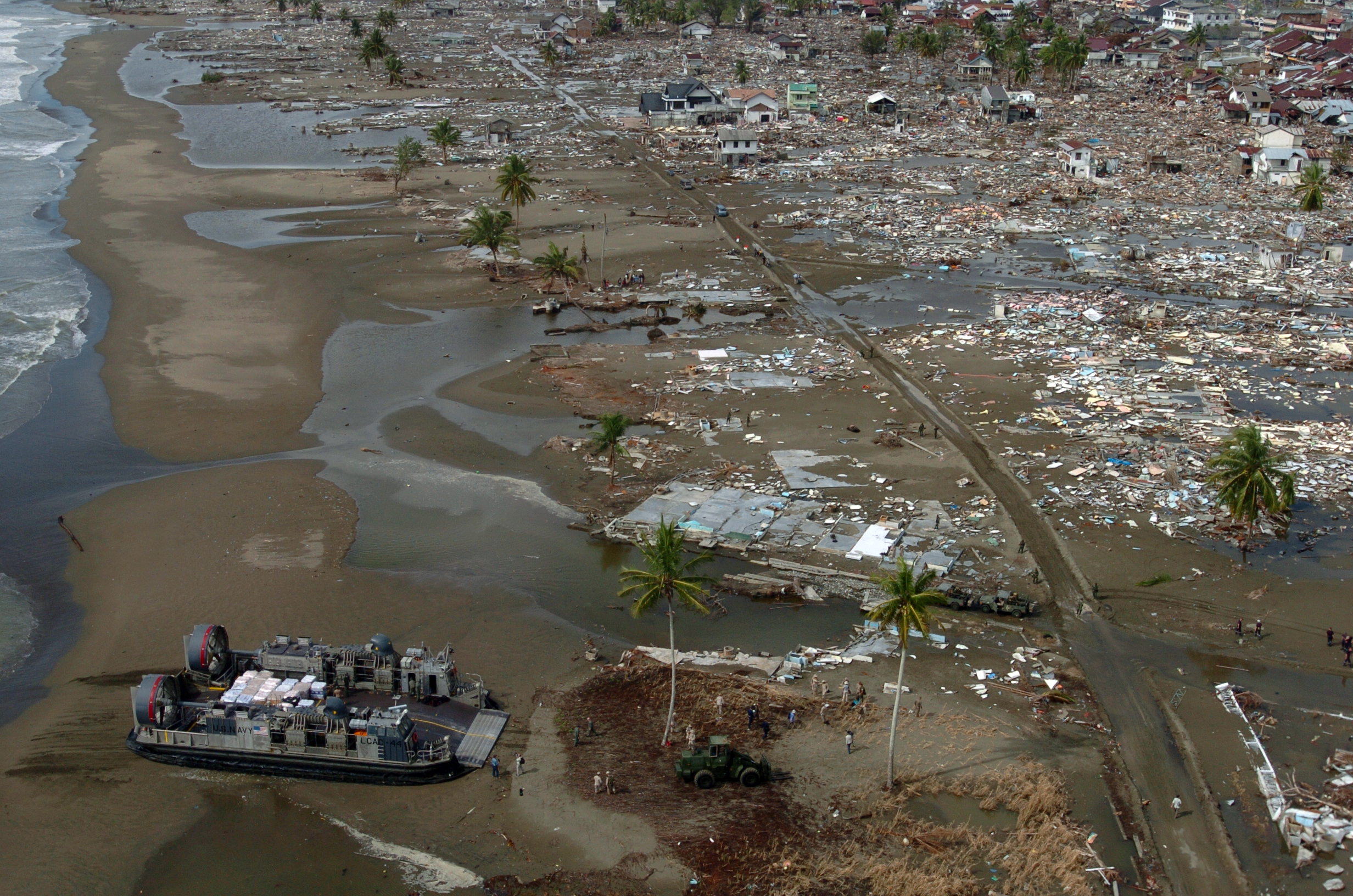
南亞大海嘯

北韓2006年成功進行核武試爆

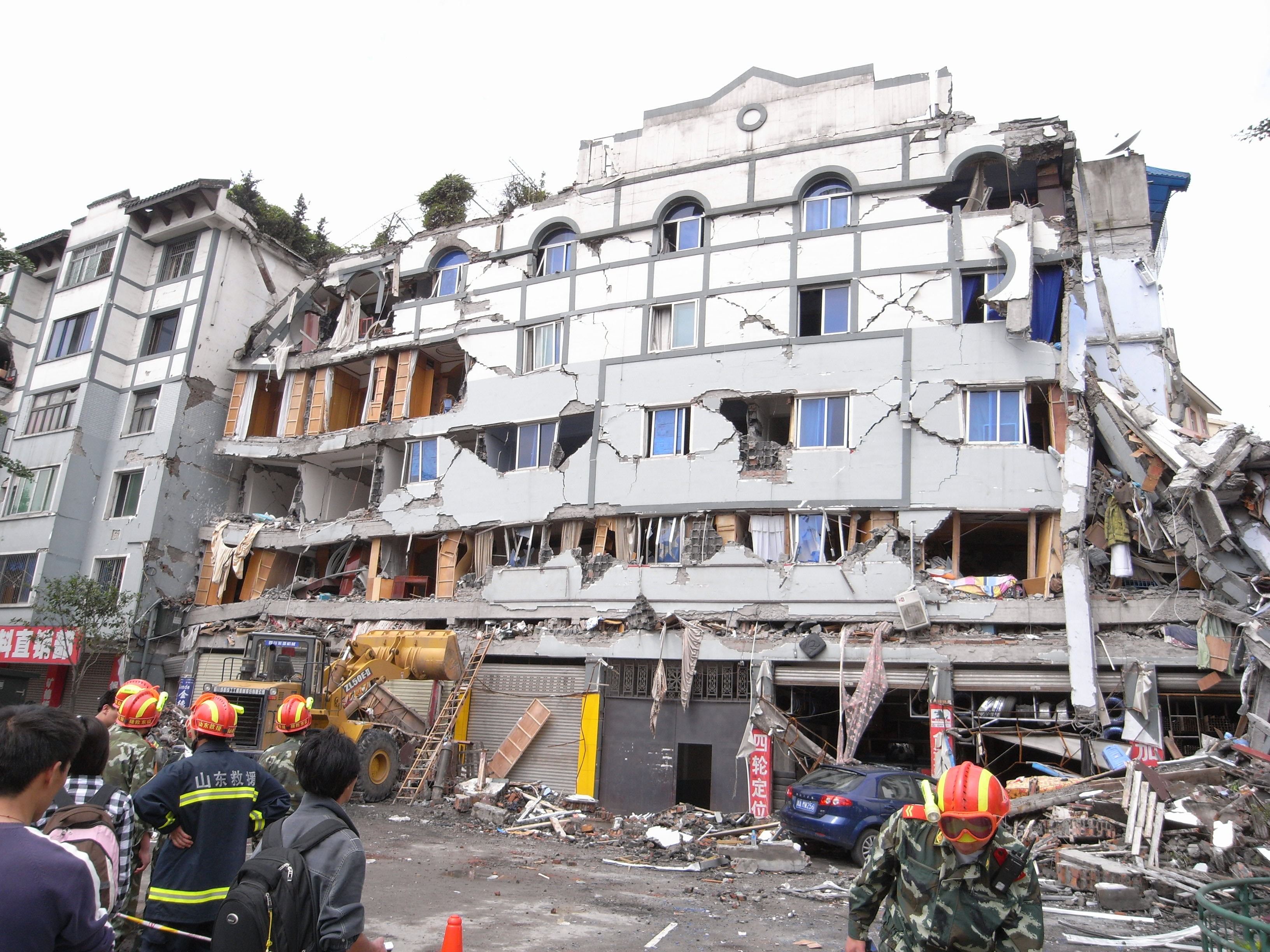
中国四川汶川大地震（2008年5月12日）

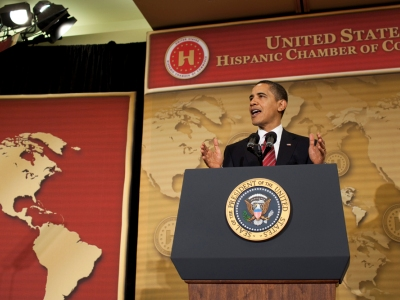
巴拉克·奧巴馬成為歷史上第一位非裔美國人美國總統

### 科學和技術
- 電腦軟件出現多番革新，社群網站和分享網站興起。
- 觸控手機从2008年開始普及。
- 2000年千禧蟲發生。
- 2001年互聯網泡沫破滅。
- 2004年臉書創立。
- 2005年YouTube成立。
- 2006年Twitter成立。
- 蘋果公司在2007年1月發表第一代iPhone並在6月上市。

### 戰爭與政治
- 2000年——第十屆中華民國總統大選，出現首次政黨輪替。
- 2000年——香港立法會選舉。
- 2000年——美國總統選舉，因佛羅里達州的計票爭議導致選舉結果延緩三十五天後由美國最高法院作出裁決。
- 2001年——反恐戰爭。
- 2001年——菲律賓第二次人民力量革命。
- 2001年——阿富汗戰爭。
- 2002年——法國總統選舉，極右派民族陣線首次進入第二輪投票。
- 2002年——東帝汶正式獨立。
- 2002年——中國共產黨第十六次全國代表大會。
- 2003年——伊拉克戰爭。
- 2003年——喬治亞鬱金香革命。
- 2004年——香港立法會選舉。
- 2004年——歐洲聯盟會員國由15國增加為25國。
- 2004年——烏克蘭橙色革命。
- 2004年——第十一屆中華民國總統大選。
- 2004年——美國總統選舉。
- 2004年——中華民國立法委員選舉。
- 2005年——中華人民共和國頒佈《反分裂國家法》。
- 2005年——吉爾吉斯檸檬革命。
- 2006年——蒙特內哥羅正式獨立。
- 2006年——夏雨行動、以黎衝突。
- 2006年——泰國軍事政變。
- 2006年——核試驗、六方會談。
- 2007年——法國總統選舉。
- 2007年——中國共產黨第十七次全國代表大會。
- 2007年——香港行政長官選舉。
- 2008年——中華民國立法委員選舉。
- 2008年——科索沃獨立，並未獲國際普遍承認。
- 2008年——第十二屆中華民國總統大選。
- 2008年——香港立法會選舉。
- 2008年——美國總統選舉，巴拉克·奧巴馬成為歷史上第一位非裔美國人總統。
- 2009年——伊朗綠色革命。

### 經濟
- 2002年——歐盟12個會員國正式採用歐元為流通貨幣。
- 2005年——中國解除人民幣與美金的聯繫匯率，人民币升值进程开始。
- 2007年——美國爆发次級房貸風暴。
- 2007年－2009年——全球金融海嘯。

### 文化及娛樂
- 2000年——澳洲雪梨奧運。
- 2002年——美國鹽湖城冬奧。
- 2002年——韓日世界盃足球賽。
- 2004年——希臘雅典奧運。
- 2006年——世界棒球經典賽。
- 2006年——意大利都靈冬奧。
- 2006年——德國世界盃足球賽。
- 2008年——中國北京奧運。

### 灾难
- 2000年——俄国库斯克号爆炸事件。
- 2001年——中华人民共和国靳如超爆炸案。
- 2001年——美国九一一事件。
- 2002年——中华航空611号班机空难。
- 2002年——巴厘岛爆炸案。
- 2003年——美国哥伦比亚号太空梭爆炸。
- 2003年——大邱地铁纵火案。
- 2003年——SARS全球大流行。
- 2003年——伊朗巴姆古城大地震。
- 2003年——达尔富尔冲突。
- 2004年——香港地鐵金鐘站縱火案。
- 2004年——西班牙马德里三一一爆炸案。
- 2004年——印度洋大地震引發南亞海嘯。
- 2005年——日本JR福知山线出轨事故。
- 2005年——巴厘岛爆炸案。
- 2005年——中华人民共和国沙兰镇洪灾。
- 2005年——英国伦敦连续爆炸案。
- 2005年——颶風卡特里娜侵袭美国南部，重创大城纽奥良。
- 2005年——克什米尔大地震。
- 2005年——H5N1禽流感。
- 2006年——孟买火车连续爆炸案。
- 2007年——巴西天马航空3054号班机空难。
- 2007年——中华人民共和国济南特大暴雨。
- 2008年——中华人民共和国西藏骚乱。
- 2008年——缅甸风灾。
- 2008年——中华人民共和国汶川大地震。
- 2008年——中华人民共和国攀枝花地震。
- 2008年——孟买连环恐怖攻击。
- 2009年——H1N1流感大流行。
- 2009年——法国航空447号班机空难。
- 2009年——中华人民共和国成都公交车纵火案。
- 2009年——中华人民共和国乌鲁木齐七五事件。
- 2009年——台湾八八水灾。

## 流行文化

### 音樂
| | |
| - 陳慧琳—花花宇宙(2000年) - 吳宗憲＆溫嵐－屋頂（2000年） - 王菲-笑忘書(2000年) - 林憶蓮－至少還有你（2000年） - 孫燕姿－天黑黑（2000年） - 谢霆锋－活着Viva（2000年） - Twins—明愛愛戀補習社(2001年) - Twins—女校男生(2001年) - F4－流星雨（2001年） - Twins—戀愛大過天(2001年) - S.H.E－熱帶雨林（2002年） - 梁靜茹－分手快樂（2002年） - 范逸臣－I Believe（2002年） - 李聖傑－癡心絕對（2002年） - Twins—風箏與風(2002年) - 5566－我難過（2002年） - 蔡依林－看我72變（2003年） - 王菲-不留（2003年） - S.H.E－Super Star（2003年） - 孫燕姿－我不難過（2003年） - 手牽手抗SARS歌（2003年） - Twins－下一站天后（2003年） - 戴愛玲－對的人（2003年） - 杜德偉－脫掉（2004年） - 蔡依林－倒帶（2004年） - 王心凌－愛你（2004年） - 林依晨－孤單北半球（2004年） - 陳綺貞－旅行的意義（2004年） - 林俊傑－江南（2004年） - 羅志祥＆徐熙娣－戀愛達人（2004年） - 信樂團＆戴愛玲－千年之戀（2004年） | - 楊丞琳－曖昧（2005年） - 五月天－知足（2005年） - 王啟文－老鼠愛大米（2005年） - 光良－童話（2005年） - 范瑋琪＆張韶涵－如果的事（2005年） - 周杰倫＆費玉清－千里之外（2006年） - 周杰倫－聽媽媽的話（2006年） - 蔡依林－舞孃（2006年） - 張懸－寶貝（2006年） - 蘇打綠－小情歌（2006年） - 曹格－背叛（2006年） - 曹格＆卓文萱－梁山伯與茱麗葉（2006年） - 張惠妹－我要快樂（2006年） - 陶喆＆蔡依林－今天妳要嫁給我（2006年） - A-Lin－失戀無罪（2006年） - 伍佰－你是我的花朵（2006年） - 五月天＆陳綺貞－私奔到月球（2007年） - 五月天－你不是真正的快樂（2008年） - 范逸臣－無樂不作（2008年） - 大嘴巴－永遠在身邊（2008年） - 方炯鑌－壞人（2008年） - 梁靜茹－沒有如果（2009年） - 徐佳瑩－身騎白馬（2009年） |

### 電影
- 勝者為王(2000年)
- 臥虎藏龍（2000年）
- 麥兜故事（2001年）
- 少林足球（2001年）
- 藍宇（2001年）
- 無間道（2002年）
- 下一站…天后(2003年)
- 向左走·向右走（2003年）
- 新警察故事（2004年）
- 功夫（2004年）
- 天邊一朵雲（2005年）
- 父子（2006年）
- 盛夏光年（2006年）
- 色，戒（2007年）
- 投名狀（2007年）
- 長江七號（2008年）
- 海角七號（2008年）
- 葉問（2008年）
- 風聲（2009年）
- 十月圍城（2009年）

### 電視

#### 劇集
- 男親女愛(2000年)
- 麻辣鮮師（2000－2004年）
- 流星花園（2001年）
- 貧窮貴公子（2001年）
- 薰衣草（2001年）
- MVP情人（2002年）
- 薔薇之戀（2003年）
- 西街少年（2003年）
- 紫禁之巔（2004年）
- 天國的嫁衣（2004年）
- 格鬥天王（2005年）
- 惡魔在身邊（2005年）
- 惡作劇之吻（2005年）
- 終極一班（2005年）
- 王子變青蛙（2005年）
- 花樣少年少女（2006年）
- 轉角*遇到愛（2007年）
- 公主小妹（2007年）
- 鬥牛，要不要（2007年）
- 命中注定我愛你（2008年）
- 敗犬女王（2009年）
- 痞子英雄（2009年）
- 下一站，幸福（2009年）
- 神秘博士（2005年－至今）

#### 卡通動畫
- 小魔女Doremi
- 數碼寶貝
- 遊戲王
- 網球王子
- 航海王
- 我們這一家
- 戰鬥陀螺
- 火影忍者
- 神奇寶貝
- 魔法咪路咪路
- Keroro軍曹
- 家庭教師HITMAN REBORN!
- 監獄兔
- 黑執事
- 海綿寶寶

#### 綜藝節目
- 歡喜玉玲龍
- 少年特攻隊
- 超級星光大道
- 超級偶像
- 食尚玩家

## 其他
- 2000年代臺灣
- 2000年代香港